# استعراب بلاد المغرب

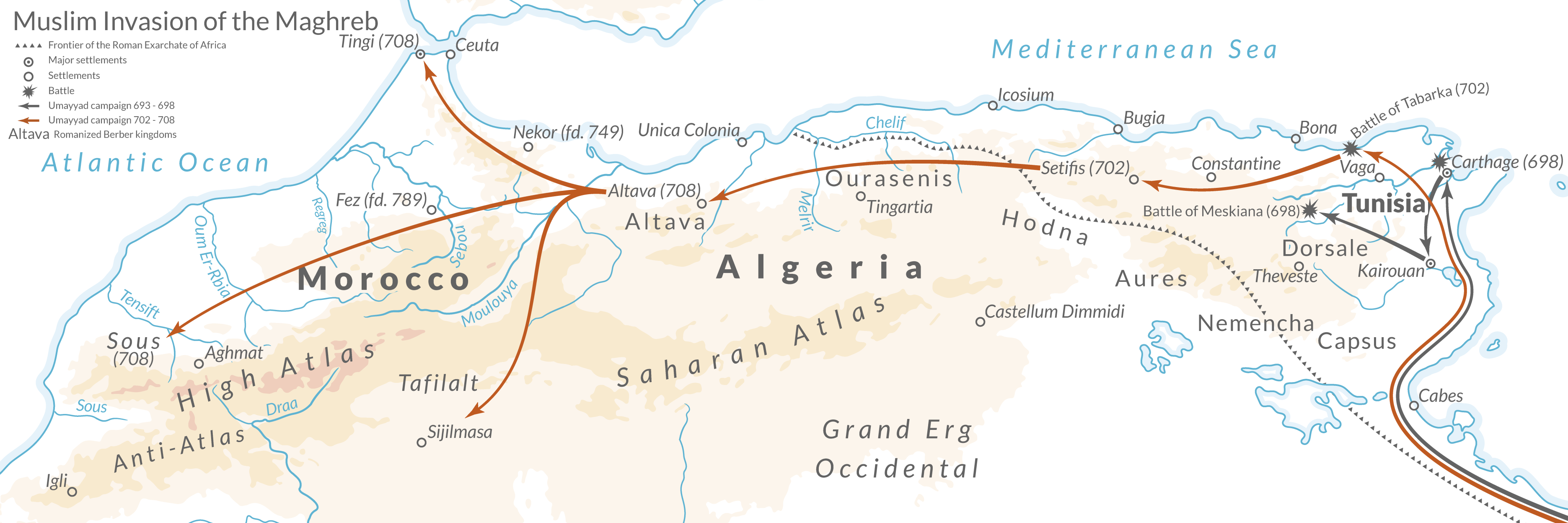
خريطة توضح المسارات التي سلكتها الجيوش الأموية خلال الفتح العربي للمغرب في القرن السابع

استعراب بلاد المغرب أو استعراب شمال إفريقيا هو مصطلح ثقافي لغوي يُشيرُ إلى التأثير الديموغرافي والديني والثقافي واللغوي الذي عرفته شمال إفريقيا نتيجة الفتح الإسلامي العربي، وقد سماه المؤرخون واللغويون بالتعريب أو الاستعراب؛ لكونه أدى إلى تغييرٍ ثقافي هوياتي واسع النطاق، نتج عن ظهور مفهوم المغرب العربي الحالي.
ساهم في عملية الاستعراب، عدة عوامل، أبرزها: توافد القبائل العربية بهجرات كثيفة، عبر مراحل متفرقة تاريخيا، واستقرارهم في شمال إفريقيا، حيث اختلطوا مع أهل البلاد بحماسة كبيرة، تحت راية الإسلام، فكان نتاج هذا نشر الثقافة العربية وحضارتها.